# Blackrock
Blackrock (bra: Assassinato em Blackrock) é um filme dramático australiano de 1997 produzido por David Elfick e Catherine Knapman, dirigido por Steven Vidler com o roteiro de Nick Enright. A película foi adaptada da peça homônima também escrita por Enright, inspirada no assassinato de Leigh Leigh. Protagonizado por Laurence Breuls, Simon Lyndon e Linda Cropper, marca estreia de Heath Ledger no cinema. No enredo do filme, Jared (Breuls) é um jovem surfista que presencia os seus amigos estuprando uma garota, após o incidente, a garota é encontrada morta, e Jared fica dividido entre revelar o que viu ou proteger seus amigos.
A família de Leigh se opôs à ficcionalização de seu assassinato, embora os protestos contra o filme tenham sido abandonados após este ter recebido apoio financeiro do New South Wales Film and Television Office. Blackrock foi filmado durante um período de duas semanas em locais como Stockton, onde Leigh foi assassinada, uma decisão a que se opôs os rmoradores locais que disseram que as memórias do assassinato ainda estavam recentes. Embora o longa-metragem nunca tenha sido comercializado como "baseado em fatos reais", foram feitas numerosas comparações entre o assassinato e o filme, e muitos espectadores acreditavam que se tratava de uma história verdadeira.
O filme estreou no Festival Sundance de Cinema, e também foi exibido no Boston Film Festival, embora não tenha sido distribuído nos cinemas estadunidenses. Foi indicado para cinco prêmios AACTA, incluindo o de "melhor filme", e ganhou o prêmio de" melhor adaptação cinematográfica", além do Major Award, em 1997, no AWGIE Awards. Recebeu críticas positivas na Austrália e arrecadou 1,1 milhão de dólares australianos. Internacionalmente, o público de Blackrock estava menos familiarizado com o assassinato de Leigh, recebendo avaliações mistas.

## Enredo
Após uma longa festa na praia na área costeira de Blackrock, Nova Gales do Sul, o corpo de uma garota morta de forma brutal é encontrado. A família e os amigos da vítima ficam indignados com a morte da jovem e desejam encontrar os responsáveis, e a única testemunha do assassinato, o surfista Jared Kirby, de 17 anos, está dividido entre contar ou não que foram os seus amigos, enquanto eles buscam um álibi.

## Elenco
Apresenta-se a seguir o elenco de Blackrock.
- Laurence Breuls como Jared Kirby
- Simon Lyndon como Brett "Ricko" Ricketson
- Linda Cropper como Diane Kirby
- Jessica Napier como Rachel Ackland
- Rebecca Smart como Cherie Milenko
- Bojana Novakovic como Tracy Warner
- Leeanna Walsman como Shana
- Nichole Stewart como Leanne
- Justine Clarke como Tiffany
- Heath Ledger como Toby Ackland
- Cameron Nugent como Jason
- Brendan Donoghue como Dave
- Jade Gatt como Scottie
- George Basha como Kemel
- Shayne Francis como Glenys Milenko
- Jeanette Cronin como Lesley Warner
- David Field como Ken Warner
- Geoff Morrell como Stewart Ackland
- Julie Haseler como Marian Ackland
- Chris Haywood como Det. Sgt. Wilansky
- Essie Davis como Det. Gilhooley
- John Howard como Len Kirby

## Temas
Em uma resenha para revista Antipodes, os acadêmicos Felicity Holland e Jane O'Sullivan, creditam ao filme a exploração dos temas da masculinidade, companheirismo, violência e sexualidade. A representação que o filme faz sobre o estupro e de um assassinato numa festa de adolescentes indica que tudo pode começar por lá. A violência, dizem eles, vêm do larikkinism em vez da psicopatia arquetípica. Os autores acreditam que o foco na masculinidade deixa a vítima feminina em grande parte fora da produção, considerando que o "quase apagamento" de Tracy é um aspecto preocupante; o longa-metragem, ao invés disso, foca em retratar os personagens masculinos como vítimas.
O diretor Steven Vidler disse que Blackrock não era sobre um estupro, mas "sobre a cultura que o permitiu que acontecesse". Vidler defendeu a escolha de dar à vítima do estupro um papel menor, afirmando: "Era importante mostrar que isso poderia ter acontecido com qualquer pessoa. Não queríamos dar muito destaque a vítima para podermos manter o suspense". O produtor David Elfick, disse que a obra era em relação a Austrália contemporânea; e sobre "adolescentes que têm toda sua vida para desfrutar, então uma mistura mortal de drogas, álcool e tensão sexual soma-se a uma tragédia".

## Trilha sonora
A trilha sonora do filme foi lançada na Austrália, em 28 de abril de 1997, pela Mercury Records. Vidler disse que muito tempo foi gasto procurando em centenas de CDs canções que não só fossem boas para o filme, mas que também fossem atraentes para o público. Jonathan Lewis, da AllMusic, deu ao álbum quatro e meia de cinco estrelas, afirmando que era "uma bela coleção de faixas que, dada a diversidade dos artistas apresentados, é surpreendentemente como um álbum de estúdio".

### Alinhamento de faixas
1. "The Way of All Things" — Rebecca's Empire
2. "Teach Me" — The Cruel Sea
3. "Saturated" — Beasts of Bourbon
4. "Portable Walt Whitman" — Ben Lee
5. "Gonna Make You" — The Troggs
6. "Titanic Days" — Sidewinder
7. "A Day Away" — Shihad
8. "Bound for the Floor" — Local H
9. "Ghost of Love Returned" — Clouds
10. "Not Coming Home" — Sidewinder
11. "No Need to Argue" — The Cranberries
12. "Tailor's Eye" — Swirl
13. "Kisses" — Tracy Bonham
14. "State of Graceful Mourning" — Died Pretty
15. "Blackrock Antitheme" — Steve Kilbey

## Precisão histórica
Nenhum do material promocional do filme mencionou Leigh e não foi comercializado como "baseado em fatos reais". Em seus créditos é descrita que é uma obra de ficção e que a sua semelhança com "acontecimentos reais ou pessoas vivas ou mortas é uma mera coincidência". No entanto, foram feitas numerosas comparações entre o filme e o assassinato de Leigh. Assim como a peça em que é baseada, Blackrock por muitas vezes foi considerada pelos espectadores como um relato factual do assassinato de Leigh. Houve uma grande discussão entorno dos dois temas; e foi descrito por Miriam Davis da estação de rádio FM 91.5 como a verdadeira história do "assassinato de Leigh Warner em Blackrock Beach, perto de Newcastle". Donna Lee Brien afirmou que em cada resenha do longa-metragem ou da peça homônima, Leigh foi ao menos mencionada. Kerry Carrington declarou que a película era muito precisa em alguns aspectos do assassinato, mas muito distante em outros.

### Citações literárias
- Brien, Donna Lee (2000). «Urban Shocks and Local Scandals». Journal of the Association for the Study of Australian Literature (em inglês). Consultado em 5 de março de 2022
- Carrington, Kerry (24 de julho de 1998). Who Killed Leigh Leigh? A story of shame and mateship in an Australian town (em inglês). Sydney, Nova Gales do Sul: Random House Australia. ISBN 978-0-09-183708-2
- Holland, Felicity; O'Sullivan, Jane (Dezembro de 1999). «'Lethal larrikins': cinematic subversions of mythical masculinities in Blackrock and The Boys». Antipodes (em inglês). 13 2.ª ed. ISSN 0893-5580
- Brien, Donna Lee (Outubro de 2009). «'Based on a True Story': The problem of the perception of biographical truth in narratives based on real lives» (em inglês) 2.ª ed. Central Queensland University. Consultado em 5 de março de 2022